# Charles Crowe
Pour les articles homonymes, voir Crowe.
Charles Robert Crowe, né le 12 octobre 1867 à Guelph et mort le 3 septembre 1953 dans la même ville, est un tireur sportif canadien.

## Carrière
Charles Crowe participe aux Jeux olympiques de 1908 à Londres où il est médaillé de bronze en rifle d'ordonnance par équipes.